# 大針 (鶴岡市)

大針（おおばり）は、山形県鶴岡市の地域の一つ。かつては東田川郡朝日村（現・鶴岡市朝日地区）に属した。

## 地理
鶴岡市中部の山間地域に位置する。旧朝日村の中心地である鶴岡市落合から約7km、鶴岡市街地から約20km、三川町から約30km、酒田市から約40kmほどの距離がある。
- 川：大鳥川、早田川

### 気候
日本海側気候である。山間部であるため寒暖差が大きく、夏は35℃近くまで気温が上昇する一方、冬は氷点下近くまで下がることもある。また、冬季には雪が1mほど積もる雪国でもある。 

## 交通
一般県道
- 山形県道349号鶴岡村上線

一般路線バス
- 朝日地域市営バス

## 施設
- 東北電力大針発電所

### 公民館
- 小針公民館
- 大針公民館
- 大針上公民館

## 教育
全域が鶴岡市立あさひ小学校及び鶴岡市立朝日中学校の学区に含まれる。域内に小学校・中学校は存在しない。
また、山形大学農学部の演習林が存在する。